# Pteropus macrotis
La volpe volante dalle grandi orecchie (Pteropus macrotis Peters, 1867) è un pipistrello appartenente alla famiglia degli Pteropodidi, endemico della Nuova Guinea e di alcune isole vicine.

## Descrizione

### Dimensioni
Pipistrello di medio-grandi dimensioni, con la lunghezza della testa e del corpo tra 200 e 210 mm, la lunghezza dell'avambraccio tra 121 e 162 mm, e un peso fino a 480 g.

### Aspetto
La pelliccia è corta. Il colore generale del corpo è bruno-nerastro con le spalle e la nuca di un contrastante color giallo crema. I maschi hanno dei ciuffi di peli brillanti intorno a delle ghiandole situate sui lati del collo. Il muso è lungo ed affusolato, gli occhi sono grandi. Le orecchie sono lunghe, strette e con una concavità sul bordo posteriore appena sotto l'estremità appuntita. La tibia è priva di peli. Le membrane alari sono attaccate sul dorso. Gli artigli sono marroni scuri con le punte biancastre. È privo di coda, mentre l'uropatagio è ridotto ad una sottile membrana lungo la parte interna degli arti inferiori. Il cranio presenta orbite più grandi ed una deflessione della parte occipitale più accentuata. La sottospecie P.m. epularius è leggermente più piccola e più chiara.

## Biologia

### Alimentazione
Si nutre di infiorescenze della Palma da cocco. Probabilmente foraggia in zone più aride rispetto alle altre specie di Pteropus. 

## Distribuzione e habitat
Questa specie è diffusa in Nuova Guinea e in alcune isole vicine.
Vive nelle foreste tropicali umide primarie e secondarie, foreste monsoniche, foreste secche, savane, piantagioni e giardini nelle pianure fino a 500 metri di altitudine. È molto comune nelle Mangrovie.

## Tassonomia
In accordo alla suddivisione del genere Pteropus effettuata da Andersen, P. macrotis è stato inserito nello  P. macrotis species Group, insieme a P. poliocephalus. Tale appartenenza si basa sulle caratteristiche di non avere un ripiano basale nei premolari e di avere orecchie lunghe ed appuntite.
Sono state riconosciute due sottospecie:
- P.m. macrotis: Isole Aru;
- P.m. epularius (Ramsay, 1878) : Nuova Guinea, Salawati e Isola di Yule.

Altre specie simpatriche dello stesso genere: P. neohibernicus, P. aruensis, P. conspicillatus.

## Conservazione
La IUCN Red List, considerato il vasto areale, la presenza in diverse aree protette e la popolazione presumibilmente numerosa, classifica P. macrotis come specie con rischio minimo (LC).